# Hypena hokkaidalis
Hypena hokkaidalis là một loài bướm đêm trong họ Erebidae.